# Ópáva község
Ópáva község (szerbül: Општина Опово) Szerbia egyik községe (közigazgatási egység a körzeten belül), amely a Dél-bánsági körzet része. A község központja Ópáva település.

## Települések
A községhez négy település tartozik, zárójelben a szerb név szerepel:
- Baranda (Баранда)
- Ópáva (Опово)
- Szekerény (Сефкерин)
- Torontálsziget (Сакуле)

Az összes település szerb többségű.
| Nagybecskerek község Antalfalva község Palilula városi község Pancsova község ÓPÁVA Torontálsziget Baranda Szekerény |
| térkép szerkesztése                                                                                                  |